# Gael Martinová
Gael Patricia Mulhallová-Martinová (* 27. srpna 1956 Melbourne) je bývalá australská atletka, která se specializovala na vrh koulí. Narodila se v Melbourne a je dcerou australského fotbalisty Kena Mulhalla.
Získala bronzovou medaili na letních olympijských hrách 1984 konaných v Los Angeles ve Spojených státech a stala se první Australankou, která vyhrála olympijskou medaili ve vrhu koulí.